# Just Dance: Best Of
Just Dance: Best Of (i NTSC-regionen med titeln Just Dance: Greatest Hits) är ett danspel till Wii och Xbox 360 utvecklad och publicerad av Ubisoft. Spelet består av låtar från Just Dance, Just Dance 2, Just Dance 2: Extra Songs och Just Dance 3, det består av 25 låtar i PAL-versionen (Best Of) och 35 låtar i NTSC-versionen (Greatest Hits).

## Låtar

### Best Of
Spelet innehåller 25 låtar från Just Dance, några från Just Dance 2 och tre låtar från Just Dance 3.
| Sång                                              | Artist                                                     | År   |
| ------------------------------------------------- | ---------------------------------------------------------- | ---- |
| Acceptable in the 80s                             | Calvin Harris                                              | 2007 |
| Airplanes                                         | B.o.B feat. Hayley Williams                                | 2010 |
| Alright                                           | Supergrass                                                 | 1995 |
| Baby Don't Stop Now                               | Anja                                                       | 2011 |
| Baby Girl                                         | Reggaeton                                                  | 2003 |
| Barbie Girl                                       | Aqua (Countdown Dee's Hit Explosion)                       | 1997 |
| Cosmic Girl                                       | Jamiroquai                                                 | 1996 |
| Dagomba                                           | Sorcerer                                                   | 2003 |
| Down by the Riverside                             | (The Reverend Horatio Duncan and Amos Sweets)              | 1927 |
| Fame                                              | In the style of Irene Cara                                 | 1980 |
| Firework                                          | Katy Perry                                                 | 2010 |
| Futebol Crazy                                     | (The World Cup Girls)                                      | 2009 |
| Hey Ya!                                           | Outkast                                                    | 2003 |
| I Like to Move It (Radio Mix)                     | Reel 2 Real feat. The Mad Stuntman                         | 1993 |
| Jai Ho! (You Are My Destiny)                      | A. R. Rahman & The Pussycat Dolls feat. Nicole Scherzinger | 2009 |
| Katti Kalandal                                    | Bollywood                                                  | 2000 |
| Kung Fu Fighting (Dave Ruffy / Mark Wallis Remix) | Carl Douglas                                               | 1974 |
| Mambo No. 5 (A Little Bit of Monika)              | Lou Bega (The Lemon Cubes)                                 | 1999 |
| Move Your Feet                                    | Junior Senior                                              | 2003 |
| Mugsy Baloney                                     | Charleston                                                 | 1924 |
| Only Girl (In the World)                          | Rihanna                                                    | 2010 |
| Rasputin                                          | Boney M.                                                   | 1978 |
| Satisfaction (Isak Original Extended)             | Benny Benassi                                              | 2003 |
| Toxic                                             | Britney Spears (The Hit Crew)                              | 2004 |
| U Can't Touch This                                | MC Hammer (Groove Century)                                 | 1990 |

### Greatest Hits
Spelet innehåller 35 låtar, några från Just Dance, några från Just Dance 2 och tre låtar från Just Dance 3.
| Sång                                              | Artist                                                       | År   |
| ------------------------------------------------- | ------------------------------------------------------------ | ---- |
| Acceptable in the 80s                             | Calvin Harris                                                | 2007 |
| Airplanes                                         | B.o.B feat. Hayley Williams                                  | 2010 |
| Alright                                           | Supergrass                                                   | 1995 |
| Baby Don't Stop Now                               | Anja                                                         | 2011 |
| Baby Girl                                         | Reggaeton                                                    | 2003 |
| Body Movin' (Fatboy Slim Remix)                   | Beastie Boys                                                 | 1998 |
| Barbie Girl                                       | Aqua (Countdown Dee's Hit Explosion)                         | 1997 |
| Crazy in Love                                     | Beyoncé feat Jay Z. (Studio Musicians)                       | 2003 |
| Dagomba                                           | Sorcerer                                                     | 2003 |
| Dare                                              | Gorillaz                                                     | 2005 |
| Eye of the Tiger                                  | Survivor                                                     | 1982 |
| Fame                                              | In the style of Irene Cara                                   | 1980 |
| Firework                                          | Katy Perry                                                   | 2010 |
| Girlfriend                                        | Avril Lavigne                                                | 2007 |
| Hey Ya!                                           | Outkast                                                      | 2003 |
| Hot N Cold (Rock Version)                         | Katy Perry                                                   | 2008 |
| I Like to Move It (Radio Mix)                     | Reel 2 Real feat. The Mad Stuntman                           | 1993 |
| It's Raining Men                                  | The Weather Girls                                            | 1982 |
| Jai Ho! (You Are My Destiny)                      | A. R. Rahman och The Pussycat Dolls feat. Nicole Scherzinger | 2009 |
| Jump                                              | Kris Kross (Studio Allstars)                                 | 1992 |
| Jump in the Line (Shake, Senora)                  | Harry Belafonte (The Sunlight Shakers)                       | 1961 |
| Jin-Go-Lo-Ba                                      | Fatboy Slim                                                  | 2004 |
| Katti Kalandal                                    | Bollywood                                                    | 2000 |
| Kung Fu Fighting (Dave Ruffy / Mark Wallis Remix) | Carl Douglas                                                 | 1974 |
| Only Girl (In the World)                          | Rihanna                                                      | 2010 |
| Pon de Replay                                     | Rihanna                                                      | 2005 |
| Proud Mary                                        | Ike and Tina Turner                                          | 1971 |
| Rasputin                                          | Boney M.                                                     | 1978 |
| Ring My Bell                                      | Anita Ward                                                   | 1979 |
| The Power                                         | Snap!                                                        | 1990 |
| Tik Tok                                           | Ke$ha                                                        | 2009 |
| Satisfaction (Isak Original Extended)             | Benny Benassi                                                | 2002 |
| Step by Step                                      | New Kids on the Block                                        | 1990 |
| Toxic                                             | Britney Spears                                               | 2004 |
| U Can't Touch This                                | MC Hammer                                                    | 1990 |
| Viva Las Vegas                                    | Elvis Presley                                                | 1964 |
| Who Let the Dogs Out?                             | Baha Men (The Sunlight Shakers)                              | 2000 |